# Zizeeria angustemarginata
Zizeeria angustemarginata är en fjärilsart som beskrevs av Heydemann 1955. Zizeeria angustemarginata ingår i släktet Zizeeria och familjen juvelvingar. Inga underarter finns listade i Catalogue of Life.